# Luís Alberto
Luís Alberto (født 17. november 1983) er en brasiliansk fodboldspiller.